# Comuna Kacikarivka, Berîslav
Kacikarivka (în ucraineană Качкарівка) este o comună în raionul Berîslav, regiunea Herson, Ucraina, formată din satele Kacikarivka (reședința) și Sablukivka.

## Demografie
Componența lingvistică a comunei Kacikarivka
     Ucraineană (94,36%)
     Rusă (5,16%)
     Alte limbi (0,34%)
Conform recensământului din 2001, majoritatea populației comunei Kacikarivka era vorbitoare de ucraineană (94,36%), existând în minoritate și vorbitori de rusă (5,16%).